# Bonin (pomorski herb szlachecki)

Herb Bonin I

Bonin (Bohnine, Sulicki IV, Bonin-Sulicki, błędnie Ponin) – zachodniopomorski herb szlachecki, używany przez rodzinę osiadłą m.in. na Kaszubach.

## Opis herbu
Herb występował w co najmniej ośmiu wariantach. Opisy z wykorzystaniem klasycznych zasad blazonowania.
Bonin I: W polu czerwonym głowa kozła z szyją srebrna. Klejnot: nad hełmem w koronie samo godło. Labry: czerwone, podbite srebrem. Dewiza: IN DER TREUE FEST.
Bonin Ia: W polu czerwonym głowa barana z szyją srebrna. Klejnot: nad hełmem w zawoju czerwono-srebrnym samo godło. Labry: czerwone, podbite srebrem.
Bonin Ib (błędnie – Ponin): Jak powyżej, ale głowa barana (lub kozła) na wprost.
Bonin II: W polu złotym głowa barana na wprost czarna. Klejnot: nad hełmem samo godło. Labry: czarne, podbite złotem.
Bonin III: W polu czerwonym pół kozła srebrnego wspiętego. Klejnot: nad hełmem samo godło. Labry: czerwone, podbite złotem.
Bonin IV: W polu czerwonym pół barana lub kozła srebrnego wyskakującego zza takiegoż płotu plecionego. Klejnot: nad hełmem w koronie pół barana lub kozła jak w godle. Labry: czerwone, podbite srebrem. Dewiza: IN DER TREUE FEST.
Bonin V (Bohnine): W polu czerwonym baran kroczący srebrny. Klejnot: nad hełmem baran jak w godle. Labry: czerwone, podbite srebrem.
Bonin VI (Sulicki IV, Bonin-Sulicki): W polu dwie głowy baranie na wprost w słup. Klejnot: nad hełmem w koronie trzy pióra strusie. Labry w barwach nieznanych.

## Najwcześniejsze wzmianki
Za główny wariant herbu należy uznać Bonin I, wymieniany przez Bagmihla (Pommersches Wappenbuch, 1843) oraz Ledebura (Wappenbuch der Preussichen Monarchie, 1828). Herb ten znany jest od początku XIV wieku (pieczęć Henninga von Bonin z 1409 roku) i w przytaczanej tu formie został oficjalnie uznany za herb całego rodu Bonin przez radę rodziny w roku 1898.
Herb Bonin Ia był osobistym herbem Antona von Bonin, wójta biskupstwa kamieńskiego, wymienia go Nowy Siebmacher w 1631 roku.
Herb Bonin Ib to odmiana zamieszczona wśród herbów szlachty śląskiej w XVII-wiecznym wydaniu herbarza Siebmachera, błędnie podpisana Die Ponine.
Herb Bonin II to odmiana używana przez niektórych członków rodu w XVII wieku – zamieszczona jako herb Joachima Ernesta von Bonin w herbarzu Siebmachera z 1603 roku, następnie przytoczony przez Bagmihla.
Herb Bonin III miał być używany przez część rodziny od końca XVII wieku.
Wariant IV pochodzi z końca XVIII wieku, upowszechniony w XIX wieku wśród członków rodu na Kaszubach. Wymieniają go Bagmihl i Nowy Siebmacher.
Bonin V używać miała jedna z wygasłych gałęzi rodu w XVII-XVIII wieku. Ten herb wymienia nowa i stara wersja herbarza Siebmachera.
Bonin VI to herb z pieczęci Jerzego Bonina, ławnika ziemskiego puckiego w latach 1580–1586. Odciski tej pieczęci znajdują się w Archiwum Państwowym w Gdańsku.

## Rodzina Bonin
Rodzina z Pomorza Zachodniego, której korzenie sięgają XIII wieku, której nazwisko pochodzi zapewne od którejś z licznych miejscowości Bonin. Inna teoria mówi o pochodzeniu nazwiska od imienia Bonifacy. Najdawniej wzmiankowanym członkiem rodu był Gobelo von Bonin, poświadczający w 1288 roku nadania dla klasztoru w Bukowie w ziemi białogardzkiej. Członkowie rodu osiedli w Wielkopolsce, gdzie od XVI wieku przyjmowali nazwiska odmiejscowe. Być może po wojnie trzynastoletniej przedstawiciel rodu osiadł na Kaszubach, we wsi Sulicice, gdzie po raz pierwszy odnotowano ich w 1528 roku. Od tej wsi członkowie rodu również przybierali nazwisko. W XVII wieku notowani na Kaszubach także na części Poczernino oraz Salina i Wódki. Bonin-Suliccy zapewne wygaśli w wieku XVIII, gdyż nie odnotowano ich w wykazie szlachty przysięgającej w 1772 roku wierność królowi Prus. W końcu XVIII wieku stan posiadania rodu na Kaszubach rósł. Wymienia się ich we wsiach Bąsewice, Maszewko i Łojewo. Przedstawiciel rodu z Pomorza Zachodniego, Gustaw von Bonin (1797-1878), był pruskim ministrem finansów od 1848 roku, a jego bliscy krewni byli pruskimi wojskowymi. Podobieństwo herbu tego rodu do herbu zachodniopomorskiego rodu von Kameke każe sądzić, ze obie rodziny mogły mieć wspólne korzenie.

## Herbowni
Bonin (Bohnin, Bonen, Bonine, Bonnyn, Bonyn, Bunin, Bunnine, błędnie – Ponin).
Gałąź rodu, która osiadła w Wielkopolsce i następnie przyjęła odmiejscowe nazwiska Czeszewski i Sławianowski, miała posługiwać się herbem Korona.